# EMA 2005
EMA 2005 je potekala 6. februarja 2005 v Studiu 1 RTV Slovenija. Prireditev sta vodili Saša Einsiedler in Saša Gerdej. Kot glasbena gosta sta nastopila ukrajinska pevka Ruslana, zmagovalka Pesmi Evrovizije 2004 s pesmijo Wild Dances, in srbski pevec Željko Joksimović, ki je leta 2004 na Pesmi Evrovizije zasedel drugo mesto s pesmijo Lane moje, leta 2012 pa tretje mesto s pesmijo Nije ljubav stvar.
Zmagal je Omar Naber, ki je sicer bil tudi zmagovalec prve sezone Bitke talentov in si s tem pridobil nastop na Emi 2005. Zmagovalna pesem je nosila naslov »Stop«. Ob Omarju je tako na EMI kot tudi na Evroviziji nastopila Teja Saksida.

## Tekmovalne skladbe
| #   | Izvajalec               | Naslov pesmi                 | Avtor glasbe                                  | Avtor besedila                   | Avtor aranžmaja                |
| --- | ----------------------- | ---------------------------- | --------------------------------------------- | -------------------------------- | ------------------------------ |
| 1.  | Johnny Bravo            | Večni otrok                  | Leon Oblak                                    | Leon Oblak                       | Bor Zuljan                     |
| 2.  | Express                 | Skozi mesto                  | Olja Dešić                                    | Vlado Poredoš                    | Olja Dešić                     |
| 3.  | Victory                 | Daleč od oči                 | Martin Štibernik                              | Drago Mislej                     | Martin Štibernik               |
| 4.  | Saša Lendero            | Metulj                       | Andrej Babić                                  | Saša Lendero                     | Miha Hercog                    |
| 5.  | Omar Naber              | Stop                         | Omar Naber                                    | Urša Vlašič                      | Omar Naber                     |
| 6.  | Jadranka Juras          | Anima                        | Jadranka Juras, Jani Hace                     | Jadranka Juras, Darko Nikolovski | Jani Hace, Žare Pak            |
| 7.  | Anika Horvat            | Kje si                       | Marino Legovič                                | Damjana Kenda Hussu              | Marino Legovič                 |
| 8.  | Sergeja                 | Nedotaknjena                 | Franci Zabukovec                              | Darja Pristovnik                 | Franci Zabukovec               |
| 9.  | Regina                  | Proti vetru                  | Damjan Pančur, Aleksander Kogoj               | Feri Lainšček                    | Damjan Pančur                  |
| 10. | Nude                    | Tako lepo si zlomila mi srce | Gaber Marolt, Boštjan Dermol, Teodor Amanović | Boštjan Dermol, Gaber Marolt     | Nude                           |
| 11. | Billy's Private Parking | Ljubljana                    | Sergej Pobegajlo                              | Urška Majdič                     | Sergej Pobegajlo               |
| 12. | Alya                    | Exxtra                       | Bor Zuljan, Alya, Žare Pak                    | Cvetka Omladič                   | Žare Pak                       |
| 13. | Rebeka Dremelj          | Pojdi z menoj                | Aleš Klinar                                   | Anja Rupel                       | Aleš Klinar, Franci Zabukovec  |
| 14. | Nuša Derenda            | Noe, Noe                     | Matjaž Vlašič                                 | Urša Vlašič                      | Matjaž Vlašič, Boštjan Grabnar |

Izbrane so bile tudi 4 rezervne skladbe, ki pa se na samo Emo niso uvrstile:
| #  | Izvajalec      | Naslov pesmi  |
| -- | -------------- | ------------- |
| 1. | Selekcija      | V novi dan    |
| 2. | Maja Slatinšek | Vedi, da boli |
| 3. | Andraž Hribar  | Povabi me     |
| 4. | Skat           | Hit           |

## Glasovanje in rezultati
Glasovanje je potekalo v dveh krogih. V obeh krogih je odločalo le telefonsko glasovanje. V drugi krog glasovanja so se uvrstile tiste 3 pesmi, ki so v prvem krogu prejele največ telefonskih glasov.

### Prvi krog glasovanja
| #   | Pesem                        | Izvajalec               | Št. glasov | Uvrstitev |
| --- | ---------------------------- | ----------------------- | ---------- | --------- |
| 1.  | Večni otrok                  | Johnny Bravo            | 3049       | 7.        |
| 2.  | Skozi mesto                  | Express                 | 2370       | 11.       |
| 3.  | Daleč od oči                 | Victory                 | 724        | 14.       |
| 4.  | Metulj                       | Saša Lendero            | 24030      | 2.        |
| 5.  | Stop                         | Omar Naber              | 23873      | 3.        |
| 6.  | Anima                        | Jadranka Juras          | 2829       | 8.        |
| 7.  | Kje si                       | Anika Horvat            | 1927       | 12.       |
| 8.  | Nedotaknjena                 | Sergeja                 | 1148       | 13.       |
| 9.  | Proti vetru                  | Regina                  | 2514       | 9.        |
| 10. | Tako lepo si mi zlomila srce | Nude                    | 4401       | 6.        |
| 11. | Ljubljana                    | Billy's Private Parking | 2394       | 10.       |
| 12. | Exxtra                       | Alya                    | 11364      | 5.        |
| 13. | Pojdi z menoj                | Rebeka Dremelj          | 25739      | 1.        |
| 14. | Noe, Noe                     | Nuša Derenda            | 19090      | 4.        |

1. ↑  V primeru, da telefonsko glasovanje ne bi moglo biti ustrezno izvedeno, bi o zmagovalcu odločali glasovi rezervne strokovne žirije, zmagovalka katere je bila Regina.

### Drugi krog glasovanja
| Izvajalec      | Naslov pesmi  | Št. glasov | Uvrstitev |
| -------------- | ------------- | ---------- | --------- |
| Saša Lendero   | Metulj        | 27825      | 2.        |
| Omar Naber     | Stop          | 29945      | 1.        |
| Rebeka Dremelj | Pojdi z menoj | 23514      | 3.        |